# Calyptra hokkaida
Calyptra hokkaida là một loài bướm đêm thuộc họ Noctuidae. Nó được tìm thấy ở Trung Quốc và Nhật Bản. The larvae length of C. hokkaido is roughly 40 milimét (1,6 in).